# Ephraim Avigdor Speiser
Ephraim Avigdor Speiser (24. ledna 1902, Skalat – 15. června 1965) byl americký archeolog polského původu, který v roce 1927 objevil lokalitu Tepe Gaura v severním Iráku a v letech 1931–1938 vedl v ní archeologický průzkum.
Speiser se narodil v haličském Skalatu (dnes Ukrajina, Ternopilská oblast) v židovské rodině, střední vzdělání získal na rakouském císařském gymnáziu ve Lvově, kde maturoval roku 1918. Ve studiích pokračoval po svém příchodu do USA v roce 1920, vystudoval Pensylvánskou univerzitu a již za čtyři roky získal doktorát na Dropsie College.
Roku 1926 získává americké občanství, téhož roku vyhrál konkurs v Guggenheimově nadaci pro studium kultury starověkého národa Churitů a jejich státu Mitanni v severní Mezopotámii, kteří mluvili chetitským jazykem. V té době byli v USA jen dva lidé, kteří tento jazyk ovládali. Během svého pobytu v Iráku r. 1928 objevil v návrší Tepe Gaura (v kurdštině znamená „Velký kopec“) ruiny jednoho z nejstarších měst lidské civilizace. Musel se však vrátit na univerzitu, kde získal místo odborného asistenta na katedře semitských jazyků a do Iráku se vrátil v 30. letech. V Tepe Gaura určil keramiku, náležející chaláfské kultuře. Stal se také vedoucím katedry Orientálních studií.
Během 2. světové války sloužil v civilní službě ve Washingtonu. V roce 1962 Speiser spolupracoval při překladu nového vydání tóry, která byla prvním přímým překladem ze staré hebrejštiny do moderní angličtiny. Také byl členem týmu, v němž katoličtí, protestantští a hebrejští odborníci připravovali ekumenický překlad bible. V roce 1964 byl jmenován univerzitním profesorem, kterých tehdy bylo na Pensylvánské univerzitě pouze pět.
Během své kariéry získal Speiser řadu ocenění. Je autorem knihy The United States and the Near East (Spojené státy a Blízký východ). Zemřel 15. června 1965 a zanechal po sobě manželku Sue Gimbel Dannenbaumovou a dvě děti, Jean a Joela.

## Důležité vědecké práce
- New Kirkuk Documents relating to Family Laws, New Haven 1930
- Mesopotamian Origins, Philadelphia 1930
- Ethnic Movements in the Near East in the Second Millennium B.C., 1933 Excavations at Tepe Gawra I, Philadeplhia 1935
- One Hundred New Selected Nuzi Texts, New Haven 1936 (with R.H. Pfeiffer)
- Introduction to Hurrian, New Haven 1941